# Ослобођење Пирота од Турака
Ослобођење Пирота од Турака представља једну од завршних етапа ослобођења српских земаља од османске власти. После почетка Другог српско-турског рата, војска кнежевине Србије је покренула офанзиву на територији данашње јужне и југоисточне Србије.

## Ослободилачки покрет пред крај турске власти
У Нишу је основан тајни заверенички комитет који је основан 8. мартa 1878. године са циљем да се ослободе југоисточни крајеви Србије од Турака. Људи у комитету су одржавали везе са представницима српске пограничне службе у Алексинцу - са људима који су били у службовању владе у Београду. Они су имали за задатак да ступе у контакт са виђенијим људима из југоисточне Србије ради ослобођења народа тих крајева када буде погодан тренутак. Једни од иницијатора су били: Таско и Ђорђе Узуновић, Михаило Божидарац, Коле Рашић, Тодор Станковић, Анђелко Хаџи Димитријевић, Аранђел Станојевић. Ова акција се проширила скоро на цео нишки санџак, на истоку све до Брезника и Трна према Гњилану и Приштини, Вучитрна, Пећи и Призрена.
Пироћанци који су узели маха у овој акцији су били: Ранча, Мита, Цека Чорбаџија, Живко Антић, Миладин Манчевић из Беровице, Виден Станковић из Стрижевца, поп Ђорђе и поп Глигорије из Стрелца, Јефта из Осмакова, Тодор из Поганова, поп Раденко из Валниша, Адам Маринковић из Кусе Вране, Глиша Табаковић из Држине.
Припреме за ослобођење су се одвијале јако добро посебно од истока -Висока све до Беле Паланке на западу, нарочито пред почетак рата Србије са Турском 1876. године. Последње године боравка Турака у пиротском крају су биле јако неугодне јер су Пироћанци трпели разне притиске, насиља и прогањања од стране читлучких ага, читлук-сахибија и од стране полицијских власти. Черкези су углавном вршили разне зулуме над пиротским живљем који су од Чориног Дола предузимали походе према височким селима. Турски велики страх је био у то време да ће се српски народ у Пироту са завереницима из осталих крајева дигнути на устанак.
У Пироту је 1872. године постојао и тајни месни одбор Главног одбора за српско ослобођење чије је седише било у Крагујевцу и којим је после смрти Светозара Марковића неко време руководио Јеврем Марковић. Своје састанке су одржавали у кући Хећим Тане. Рад овог одбора су се могле осећати непосредно пред рат када су српске пограничне власти давале сву подршку овом покрету. Ђорђе Јоцић је помагао буни и преко њега су ишле све важније поруке српских власти пиротском крају. Јорданча паша, тадашњи мутесариф краткотрајног пиротског мутесарифлука је стајао у вези са српском владом и помогао ослободилачки покрет у Србији у пиротском крају знајући за подршку. Оне везе које су имали Пироћанци са ослобођеним деловима Србије су биле само наставак веза и односа још из времена Карађорђевих војвода Мите и Маринка, као и угледних пиротских чорбаџија из времена кнеза Милоша: Хаџи Неше Филиповића, Хаџи Павела, Ћел Петра, Цветка Ћурчибаше, Хаџи Ћире и других.
Када је избио први српско-турски рат крајем јуна 1876. године, народ пиротског краја је почео да се регрутује у редове српске добровољачке војске коју је предводио Ђура Хорватовић. Упркос великим борбама у области пиротске казе, овај рат није донео ослобођење. Са повлачењем српске војске из пиротског краја, почеле су турске репресалије - палили су села (око 50) због учешћа у рату. Тада је пиротски народ почео да бежи - најчешће је то била Шумадија или Књажевац. Турци нису поштедели ни свештена лица - у Темачком манастиру су бацили игумана Кесарија кроз прозор где је остао на лицу места мртав.
Руска влада је у октобру и новембру 1877. године тражила од кнеза Милана да поново уђе у рат са Турцима са главним дејствима српске војске према Пироту и Софији, важног центра за целу турску одбрану. Кнез је прихватио предлог и српска војска је вршила припреме да објави рат Турцима када је пала Плевна. Српска војска је два дана касније, 14. децембра 1877. године прешла границу, освојила погранична места и ослободила места: Пирот, Белу Паланку, Трн, Брезник, Цариброд, Сливницу и Радомир. Српска војска се сусрела са руском која је после пада Пирота и Драгомана успела да овлада балканским превојима кој су са севера водили ка Софији.

## Други српско-турски рат и ослобођење Пирота

### Припремне операције
Операције главних српских снага (моравским шумадијски и тимочки корпус) су почеле 14. децембра 1877. године и трајале су више од месец дана иако су Пирот и већи део пиротске нахије били врло брзо ослобођени. На основу наређења Врховне команде, главни удар је био у правцу Пирота. Моравски корпус наступао је на југу због блокаде Ниша, а тимочки и шумадијски према истоку тј. према Белој Паланци. Сутрадан је нападнута турска војска од стране браничевске бригаде из правца Сврљига која је код Грамаде прешла српско-турску границу и почела наступати у правцу Ниша. Моравска дивизија је из правца Алексинца прешла границу код села Катун. Тимочка дивизија је ослободила Кулу 16. децембра а књажевачка војска се концентрисала на положаје Пандарила око села Периша. Ђура Хорватовић је издао наређење да се заузме Бабина глава и то се десило без отпора турске војске. Пошто се свакако очекивао напад Турака, ископани су ровови око села Осмаково.
Турска команда је у Пироту је 18. децембра упутила око 2.000 низама са 4 топа на положај Будин Дел како би се преко Осмакове поново заузела Бабина глава. Књажевчани су их чекали па су се убрзо Турци дали у бег. Заузимањем Бабине главе, отворио се пут према Пироту и Белој Паланци за ослободиоце.
Извиђањем се дошло до података да су Турци код Пирота много јаче утврдили своје положаје него у Белој Паланци. Из тог разлога је генерал Јован Белимарковић издао наређење Хорватовићу да је одабрао као прву тачку за напад Белу Паланку, варошицу која је била чувена по крвавим борбама које су око ње вођене у прошлом рату. За војне операције је било значајно заузимање места Свети Никола на путу Књажевац - Стара планина - Загорје, названо по цркви Свети Никола у непосредној близини. Турци су на овом месту подигли три јака војна утврђења. 19. децембра су временски услови били лоши, али је српска војска под командом Франића успела да победи уз велике губитке на турској страни. Заузеће овог превоја је било од великог значаја зато што се њиме прекинула комуникација турске војске у Загорју, у западној Бугарској са Понишављем и Пиротом а и олакшало се само ослобођење Пирота и то само две недеље од објављивања рата Турцима.
Српске трупе су ушле у Белу Паланку после великих борби 24. децембра, где су становници Паланке љубили и грлили војнике.

### Напад на Пирот
После ослобођења Беле Паланке, Врховна руска команда је тражила даља наступања према Софији. У жељи да се што пре дође до везе са руском војском после пада Плевне, српска војска је форсирала напад на Пирот. Пуковник Љубомир Ивановић је 23. децембра извршио распоред свих трупа за наступање према Пироту како би се 24. децембра повела борба. Према Пироту су биле распоређене трупе: Крагујевачка бригада I класе јачине пет батаљона, Рудничка бригада I класе јачине четири батаљона, три тешке батерије (3. и 6. тимочка и 6. шумадијска), једна брдска батерија (Рудничка), два ексадрона коњице. На десној обали Нишаве били су утврђени турски положаји око села Нишор и Сопот а на левој обали положаји пред градом на оштром брду Будин Дел са надморском висином од 551 м. које је избачено према селу Станичење и у приличној мери над непосредном околином. Преко пута Будин Дел спаја се пут до Темске са главним путем Пирот - Бела Паланка - Ниш. Турци су имали утврђења на линији Будин Дел - Станичење - Кардашница - Велики и Мали Суводол - Блато. Према Пироту се сужава планина Белава а њена крајња тачка која доминира Пиротом је Сарлах. На Сарлаху су Турци имали јаке утврде за одбрану града и то два ископана редута и један блок брвнара. Имали су 16 батаљона војске од којих је 6 било истурено на стрме висове Будин Дела и Нишора.
Концентрација српске војске за напад на Пирот је завршена 25. децембра у следећем распореду: 
- левокрилна колона - 4 батањона крагујевачке бригаде, један ексадрон коњице, брдска батерија и шеста тешка батерија под командом пуковника Светозара Хаџића - задатак да нападне турско лево крило
- средину ударне снаге сачињавали су: три рудничка и први крагујевачки батањон и трећа тешка пиротска дивизија под командом мајора Радомира Путника са задатком да нападну турску војску на Нишору
- деснокрилна колона - 2 батаљона београдске дивизије под командом потпуковника Јована Поповића, добила је задатак да дејствује на леви турски блок
- у позадини на Рављу, остављена је дванаеста тимочка батерија са задатком да дејствује на леви турски блок
- на крајњем десном крилу, Кумановском вису - прва батерија и крагујевачке бригаде с једном тешком батеријом II шумадијског пука и његове артиљерије на Будином Делу
- у селу Темска у резерви је остављен батаљон београдске дивизије

Напад на турску војску испред Пирота је започео 24. децембра у поднена левом крилу. Нападу је претходила јака артиљеријска припрема са места Игриште и са висова изнад села Сопот. Видевши збуњеност Турака после снажне артиљеријске ватре дуж турских шанчева, дата је наредба српској војсци за јуриш. У пола три поподне, капетан Милутин Карановић је прешао батаљоном поток и ишао према Нишору у леви турски блок. У јеку најжешће борбе, када су Турци већ били спремни на предају, стигла им је помоћ из Пирота у јачини седам батаљона низама. Њихово лево крило је знатно ојачало а напредовање београдске дивизије је заустављено. Развила се жестока борба у којој је погинуо Милутин Карановић. Тог дана битка није била решена. Обе војске су држале своје положаје. На основу борбене заповести команданата, шумадијска дивизија је постављена код села Куманово као општа резерва централном фронту према Пироту и ојачане су са два батаљона пешадије, две тешке батерије и једним и по ексадроном коњице.
Заповест генерала Белимарковића за 27. децембар је била да се изврши концентрисани напад на десној и левој обали Нишаве те да се што пре ослободи Пирот. Борба је почела на десном крилу Тимочког корпуса 27. децембра у пола осам ујутру а потом се развила на читавом фронту. Трубачи су засвирали јуриш на целој територији и трупе десне колоне кренуле су у напад али су се Турци брзо прибрали и одбили овај напад. Те вечери је почео и снег да пада па наступања нису била могућа. На крајњем крилу шумадијског корпуса, одред од 300 бораца са Степом Степановићем на челу, је обишао десно крило нишорског положаја и посео место Мали врх одакле је бочном ватром тукао Нишор и пут који везује овај положај са Пиротом. Иако је тада центар био пробијен, Турци нису одступали са Нишора и Будиног дела. Сутрадан се наставило са борбом те је тимочки корпус добио задатак да јужном падином Белаве продужи наступање према Пироту а да шумадијски корпус ојача десно крило наступајући према Будином делу како би изненадили Турке. Турци су међутим, у ноћи између 27. и 28. децембра напустили сва утврђења а у свануће и Пирот, пошто су преходно запалили складиште убојног материјала. Снажна експлозија је означила крај османске владавине у Пироту.
Радомир Путник је писао о овом догађају: Шеснаестог пред зору Турци напустише сву линију према нашој војсци. Трупе са центра, које су у то време отпочеле демонстрацију против Нишора, нађоше турску позицију празну и на њој доста оружја, муниције, шатора и осталих потреба. Тога дана преподне све трупе шумадијског и тимочког кора уђоше у Пирот праћене благословом Пиротлија.

## После ослобођења
Одмах по ослобођењу пиротске вароши, Турци су били истерани из целог Понишавља као и из суседних крајева до краја децембра 1877. године.
Са првим данима у јануару 1878. године, уместо турске, организована је српска управа, окружна, сеоска, варошка и среска. За првог сталног окружног начелника био је постављен Панта Срећковић а први председник пиротске општине је био Цека Крстић који је у јуну исте године са Живком Антићем, Анђелком Стојановићем, Пејчом Вељковићем, Миком Гавриловићем, Алексом Ђорђевићем и Алексом Станковићем, отишао у Ниш да поздрави кнеза Милана.
После Берлинског конгреса, Пирот је ушао и територијално у Србију.